# F503i
デジタル・ムーバ F503i HYPER（デジタル・ムーバ エフ ごー まる さん アイ ハイパー）は、富士通製のNTTドコモの携帯電話(mova)端末である。

## 概要
P503iとともに、iアプリ対応第1弾として発売された。ストレート型としては当時最大となる2.0インチのカラー液晶を搭載。
iアプリ保存件数は、503iシリーズ最大であり、50件まで可能。
新たに、決定キーが完全に独立した4方向キーが設けられ、「ラウンドメニュー」という回転式のメニュー画面を搭載している。
着信メロディはFM音源16和音。
富士通の50Xシリーズでは、最後のストレート型となった。

## 歴史
- 2000年9月20日　テレコムエンジニアリングセンター(TELEC)による技術基準適合証明の工事設計認証（工事設計認証番号WAA0089）
- 2000年9月25日　電気通信端末機器審査協会による技術基準適合認定の設計認証（設計認証番号A00-0975JP、J00-0268）
- 2001年1月18日　P503iとともにドコモから発表。
- 2001年1月26日　P503iとともに発売。
- 2001年3月19日　TELECによる技術基準適合証明の工事設計認証（工事設計認証番号WAA0113）
- 2012年3月31日　movaサービス終了により使用はこの日限りとなる。